# Mohamed Hussein Tantawi
Mohamed Hussein Tantawi Soliman (tiếng Ả Rập: محمد حسين طنطاوى سليمان, tiếng Ả Rập Ai Cập: [mæˈħæmːæd ħeˈseːn tˤɑnˈtˤɑːwi seleˈmæːn]; 31 tháng 10 năm 1935 - 21 tháng 9 năm 2021) là một nhà chính trị người Ai Cập, ông là phó thủ tướng, bộ trưởng quốc phòng và tổng tư lệnh các lực lượng vũ trang. Nhưng bên ngoài Ai Cập, người ta biết rất ít về ông. Hiện nay ông đang là quyền tổng thống của Ai Cập thay cho ông Hosni Mubarak vừa bị lật đổ.